# Jani Sievinen
Jani Nikanor Sievinen (Vihti, 31 marzo 1974) è un ex nuotatore finlandese.
Specializzato nei misti ha vinto la medaglia d'argento nei 200 m misti alle Olimpiadi di Atlanta 1996.
È stato primatista mondiale sui 200 m misti dal 1994 al 2003 con il tempo di 1'58"16.

## Palmarès
- Olimpiadi

Atlanta 1996: argento nei 200 m misti.
- Mondiali

Roma 1994: oro nei 200 m misti e argento nei 400 m misti.
- Mondiali in vasca corta

Hong Kong 1999: oro nei 100 m misti.
Atene 2000: oro nei 200 m misti e nei 400 m misti e argento nei 100 m misti.
Mosca 2002: oro nei 200 m misti e argento nei 100 m misti.
- Europei

Sheffield 1993: oro nei 200 m misti e argento nei 400 m misti.
Vienna 1995: oro nei 200 m sl, nei 200 m misti e nei 400 m misti.
Siviglia 1997: bronzo nei 200 m misti.
Istanbul 1999: bronzo nei 200 m misti.
Berlino 2002: oro nei 200 m misti.
Madrid 2004: argento nei 200 m misti.
- Europei in vasca corta

Gelsenkirchen 1991: oro nei 50 m dorso.
Espoo 1992: oro nei 50 m dorso, nei 100 m misti e nella 4 × 50 m misti.
Sheffield 1998: oro nei 100 m misti e bronzo nei 200 m misti.
Anversa 2001: argento nei 200 m misti e bronzo nei 100 m misti.
Riesa 2002: oro nei 200 m misti, argento nei 100 m misti e nella 4 × 50 m misti.
Dublino 2003: oro nei 100 m misti e nei 200 m misti.